# Eurocoelotes kulczynskii
Eurocoelotes kulczynskii là một loài nhện trong họ Amaurobiidae.
Loài này thuộc chi Eurocoelotes. Eurocoelotes kulczynskii được miêu tả năm 1915 bởi Drensky.